# Chambre de commerce et d'industrie d'Eure-et-Loir
 (mai 2025).
Si vous disposez d'ouvrages ou d'articles de référence ou si vous connaissez des sites web de qualité traitant du thème abordé ici, merci de compléter l'article en donnant les références utiles à sa vérifiabilité et en les liant à la section « Notes et références ».
 (juillet 2025).
Motif : Aucune source nationale, article quasi-vide
- Archive Wikiwix
- Bing
- Cairn
- DuckDuckGo
- E. Universalis
- Gallica
- Google
- G. Books
- G. News
- G. Scholar
- Persée
- Qwant
- (zh) Baidu
- (ru) Yandex
- (wd) trouver des œuvres sur Wikidata

| 1. | Préciser le motif de la pose du bandeau. | Précisez le motif de la pose du bandeau en utilisant la syntaxe suivante : {{admissibilité à vérifier\|date=juillet 2025\|motif=remplacez ce texte par le motif}}                                                      |
| 2. | Informer les utilisateurs concernés.     | Pensez à avertir le créateur de l'article, par exemple, en insérant le code ci-dessous sur sa page de discussion : {{subst:avertissement admissibilité à vérifier\|Chambre de commerce et d'industrie d'Eure-et-Loir}} |

La chambre de commerce et d'industrie d'Eure-et-Loir est la CCI du département d’Eure-et-Loir. Son siège est à Chartres au 5bis, avenue Marcel Proust.
La chambre dispose de deux antennes : Châteaudun et Nogent-le-Rotrou.
À ce titre elle est un organisme chargé de représenter les intérêts des entreprises commerciales, industrielles et de service d’Eure-et-Loir et de leur apporter certains services. C'est un établissement public qui gère en outre des équipements au profit de ces entreprises.
Comme toutes les CCI, elle est placée sous la tutelle du préfet du département représentant le ministère chargé de l'industrie et le ministère chargé des PME, du Commerce et de l'Artisanat.
Elle fait partie de la chambre de commerce et d'industrie de région Centre-Val de Loire.

## Services aux entreprises
- Centre de formalités des entreprises ;
- Assistance technique au commerce ;
- Assistance technique à l'industrie ;
- Assistance technique aux entreprises de service ;
- Point A (apprentissage).

## Centres de formation
- Campus de la CCI[1].

## Pour approfondir